# ルビエシュフの戦い
ルビエシュフの戦いまたはルビエシュフ湖の戦い（ポーランド語: Bitwa pod Lubiszewem）は、1577年4月17日、グダニスク反乱軍とポーランド・リトアニア共和国軍が衝突した戦い。1575年12月15日の国王選挙でステファン・バートリがポーランド王・リトアニア大公に選出されたが、グダニスク市はこれを認めず2年にわたって反抗していた。戦場は、トチェフの西方ルビエシュフ湖（現ルビシェヴォ湖）と現在のルビシェヴォ・トチェフスキエ (ドイツ語: Lübschau)付近であった。この戦いで多くの市民を失った反乱軍は大打撃をこうむり、同年のうちに反乱は終結に向かうこととなった。
ドイツ人傭兵隊長ハンス・ヴィンケルブルッフ率いるグダニスク軍は、傭兵やスコットランド人部隊（戦闘に参加せず)など合わせて7000人から1万2000人がいたが、騎兵は1000騎に満たなかった。彼らはヤン・ザボロウスキ率いるわずか2000人のポーランド軍（半分は騎兵）により壊滅させられた。グダニスク軍はその半数以上が戦死するか捕虜となり野戦戦略は続行不可能となった。彼らはグダニスク市に撤退して籠城し、グダニスク包囲戦が始まった。

## 初動
1576年8月、ステファン・バートリは反乱鎮圧に向けて動き出した。2000人の兵を率いてマルボルクへ進軍し、グダニスク周辺を押さえて市を孤立させる策をとったのである。1577年1月、ステファン・バートリはトチェフを始めとして周辺都市を次々と落とし、グダニスクから15キロメートル (9 mi)まで迫った。これ以降、王に指揮権をゆだねられたヘトマンのヤン・ザボロウスキは、グダニスク軍やそれを支援するデンマーク海軍と戦い、グダニスクを海陸双方から封鎖した。

## 両軍の対峙
冬の寒さと春の雪解けの間、戦闘は小康状態にあった。この時間を利用して、グダニスク市のマグナートは4月、ドイツ傭兵ハンス・ヴィンケルブルッフと契約した。ヴィンケルブルッフ軍がトチェフ近くのルビエシュフまで進軍してきた時、ポーランド軍はハンガリー人・ワラキア人が中心の歩兵1000人と1300騎の騎兵しかいなかった。対する傭兵軍はランツクネヒト3100人、ライター騎兵400騎、そのほかの兵を合わせて1万から1万2000人の大軍であり、さらには7門の大砲とウォーワゴンに載せた30門の軽砲も持ってきていた。ヴィンケルブルッフ軍の接近を知ったザボロウスキは、100人の歩兵をトチェフに残して残り全軍でロキトキからモトワヴァ川を渡った。ヴィンケルブルッフはポーランド軍の動きを妨害するため200人の部隊を送り出すとともに、こちらからもモトワヴァ川を渡ってポーランド軍に側面攻撃をかけるように軍を動かした。ザボロウスキは騎兵2部隊を差し向けてこの敵の動きを阻止しようとしたが失敗し、ヴィンケルブルッフ軍は渡河に成功した。左翼側から迫る敵を止められないと知ったザボロウスキは、ロキトキの橋を破壊した後、全軍で西進しルビエシュフ湖のヴィンケルブルッフ軍の元に向かった。

## 戦闘
戦闘が始まると、まずポーランド歩兵が敵の銃火を避けながら前進して敵の大砲奪取に成功し、ヴィンケルブルッフが持ってきた大砲が彼の軍を攻撃し始めた。ヴィンケルブルッフはランツクネヒにパイクで敵を攻撃するよう命じたが、これはサーベルを抜いて突撃してきたポーランド歩兵に追い散らされた。何とか敵の攻撃を防いでいたランツクネヒト部隊も、最終的にポーランドのフサリア二個中隊の側面突撃を受け壊滅した。ヴィンケルブルッフ軍はグダニスクに向けて潰走しはじめ、これを追ったポーランド騎兵はグダニスクの城門まで迫った。この戦いで、グダニスク方は4400人が戦死し、50000人が捕虜となった。一方ポーランド軍の被害は、戦死88人、戦傷100人と極めて軽微だった。

## その後
ルビエシュフの戦いでポーランド軍は決定的な勝利を挙げたが、グダニスク市は籠城を続けた。6月にステファン・バートリが到着して包囲を強化したが、7月3日に城兵が包囲軍を奇襲してポーランド軍の大砲の3分の1を破壊した。ポーランド軍の総攻撃の試みも、堅固な城壁に阻まれ大きな損害を出して失敗した。さらに9月になると、ステファン・バートリはロシア・ツァーリ国との戦闘に向けて兵を退き始めなければならなくなった。12月、両陣営はマルボルク条約を結んで講和し、グダニスク市が王に20万ズウォティの賠償金を支払うことで決着した。ルビエシュフの戦いは、ステファン・バートリの軍制改革によって生まれたポーランド・フサリア重騎兵が最初に挙げた大勝利であった。これ以降、フサリアは少数で圧倒的多数の敵を破る輝かしい戦績を積み上げていくことになる。